# Grabac
Grabc en albanais et Grabac en serbe latin (en serbe cyrillique : Грабац) est une localité du Kosovo située dans la commune/municipalité de Klinë/Klina et dans le district de Pejë/Peć. Selon le recensement kosovar de 2011, elle compte 206 habitants.

## Démographie

### Évolution historique de la population dans la localité
| 1948 | 1953 | 1961 | 1971 | 1981 | 1991 | 2011 |
| ---- | ---- | ---- | ---- | ---- | ---- | ---- |
| 212  | 227  | 275  | 330  | 330  | 390  | 206  |

|  |

### Répartition de la population par nationalités (2011)
En 2011, les Albanais représentaient 84,47 % de la population et les Égyptiens 15,53 %.